# One Piece: Episode of Chopper Plus: Bloom in the Winter, Miracle Sakura
One Piece: Episode of Chopper Plus: Bloom in the Winter, Miracle Sakura (no Brasil, One Piece: Flor do Inverno, Milagre da Cerejeira) é o 9º filme de animação da franquia e o primeiro a estrelar adicionalmente Kazuki Yao como Franky. Ele estreou no Japão em 1º de Março de 2008 e foi lançado em DVD em 21 de julho de 2008. O filme teve uma corrida de cinco semanas no Top 10 das bilheterias japonesas. Ele ficou em terceiro lugar em sua primeira semana de exibição, sétimo em sua segunda, oitavo em sua terceira semana, décimo em sua quarta semana e nono em sua quinta semana.